# Ereteken van Verdienste van het Deense Rode Kruis
Het Ereteken van Verdienste van het Deense Rode Kruis wordt aan de bestuurders van het Deense Rode Kruis verleend. De IIe Klasse vaak na vier tot zes jaar als lid van het hoofdbestuur, acht tot tien jaar in het bestuur van sectie of twaalf tot vijftien jaar in een lokaal bestuur. Zes tot tien jaar na het ontvangen van de IIe Klasse komt men in aanmerking voor de Ie Klasse van deze onderscheiding.
Op het donkerrood geëmailleerde verguld zilveren kruis is een witte pelikaan afgebeeld, een christelijk symbool van naastenliefde. Op de borst van de vogel prijkt een rood Kruis van Genève. Op de gladde en niet geëmailleerde keerzijde staat "Dansk Røde Kors".
De gedecoreerden mogen de letters "D.r.K.Ft." of "D.r.K.Ft.I" achter hun naam dragen.
De dragers van de Ie Klasse van deze onderscheiding komen in aanmerking voor het zeer exclusieve Ereteken van het Deense Rode Kruis, (Deens:"Dansk Røde Kors Hæderstegn").

## Geschiedenis
Op 6 oktober 1927 werden een Medaille van Verdienste van het Deense Rode Kruis (Deens: "Dansk Røde Kors’ Medalje") en een Medaille voor Verdienste in het Buitenland (Deens: "Dansk Røde Kors’ Medalje for tjeneste i udlandet") van het Deense Rode Kruis ingesteld. Koning Christiaan X van Denemarken keurde de instelling op 14 november 1927goed wat inhield dat Denen de medaille mochten aannemen en mochten dragen. Deze sinds 1963 niet langer verleende onderscheiding voor verdienste van het Deense Rode Kruis gaf de drager het recht de letters "D.r.K.M." achter hun naam dragen. Daarin werd voor de dragers van de twee linten geen verschil gemaakt.
De ronde zilveren medaille heeft een diameter van 32 millimeter en was op de voorzijde versierd met een rood geëmailleerd kruis van Genève op een witte achtergrond. Daaronder is een eikenkrans afgebeeld. Het halve rondschrift luidt: "IKRIG-IFRED BARMHJERTIGHED". Het 27 millimeter brede rode lint werd tot een vijfhoek gevouwen en op de linkerborst gedragen. Het had afhankelijk van de reden voor de decoratie twee (normaal) of drie (voor buitenlandse verdienste) smalle witte strepen.
Op een rokkostuum werd een miniatuur van de medaille aan een klein lint of een kettinkje gedragen. Op dagelijkse uniformen droegen de gedecoreerden een baton in de kleuren van het lint. Er was niet in gespen op het lint voorzien.
Op de keerzijde van de medaille staat de tekst "MED TAK FRA DANSK RODE KORS".
In de jaren tussen 1927 en 1963 werden 761 medailles uitgereikt. De medaille werd onder andere uitgereikt voor verdiensten in de Koreaanse Oorlog waarin Denemarken het hospitaalschip Jutlandia naar het oorlogsgebied zond.